# Danh sách sản phẩm của Mercedes-EQ

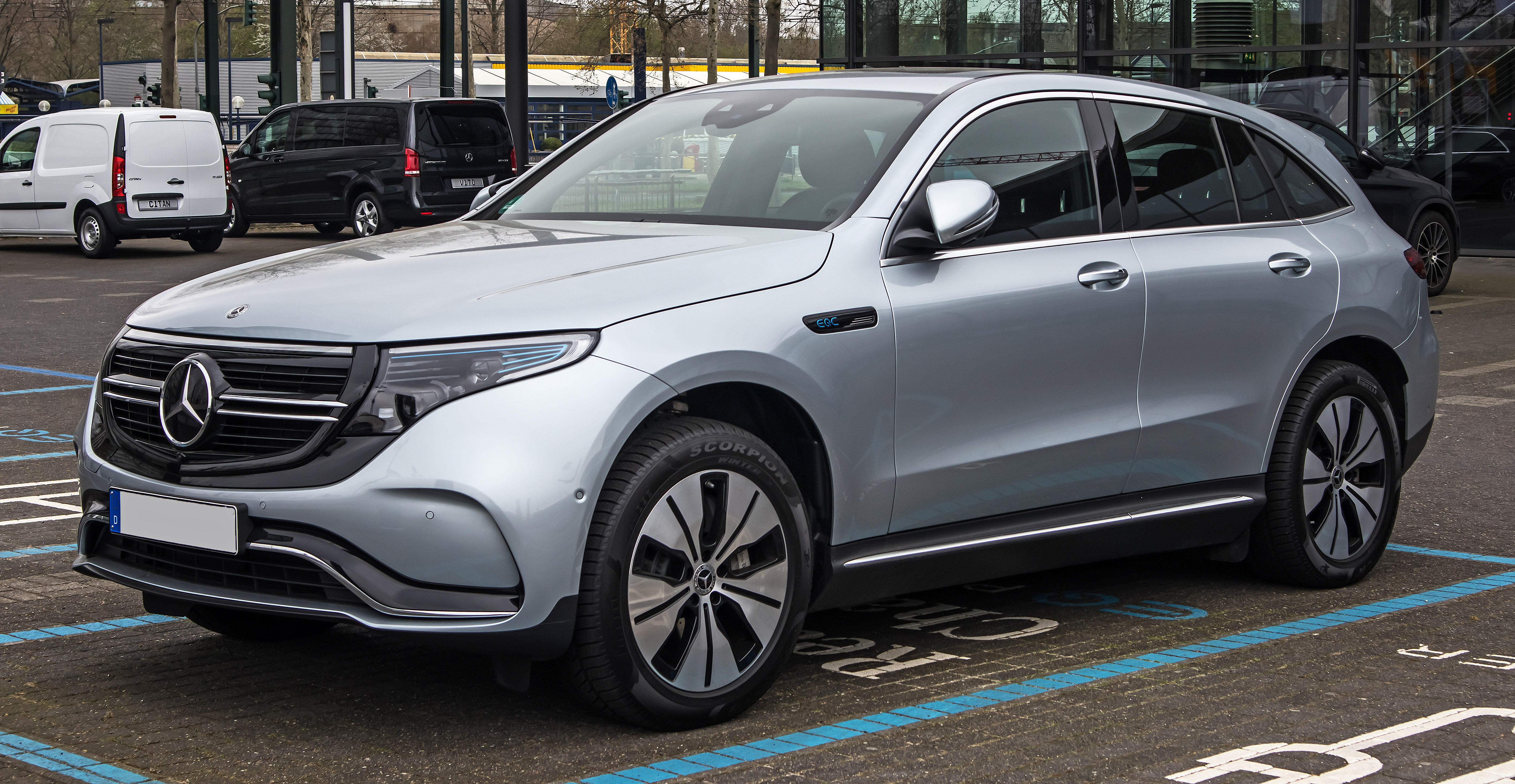
Mẫu SUV crossover EQC chính là sản phẩm đầu tiên của Mercedes-EQ.

Nhà sản xuất ô tô đến từ Đức Mercedes-Benz chính thức lấn sân sang thị trường xe điện thông qua việc ra mắt mẫu concept EQ tại Triển lãm xe hơi Paris 2016. Cũng ngay tại sự kiện này, Mercedes-Benz đã công bố với truyền thông về việc thành lập thương hiệu con mang tên "Mercedes-EQ".
Mercedes-Benz cho trình làng bản concept EQA tại Triển lãm Ô tô Quốc tế diễn ra vào năm 2017. Tại Triển lãm xe hơi Paris 2018, phiên bản sản xuất hàng loạt của concept EQ đồng thời cũng là mẫu xe đầu tiên thuộc dòng Mercedes-EQ chính thức lộ diện với tên gọi "EQC". Ngay sau đó, Mercedes-Benz tiếp tục tung ra mẫu EQV tại Triển lãm mô tô Geneva diễn ra cùng năm. Ngoài ra, hãng xe cũng giới thiệu mẫu concept sedan hạng sang cỡ lớn Vision EQS đến Triển lãm Ô tô Quốc tế tổ chức tại Frankfurt. Vào năm 2021, Mercedes-Benz cho tung ra một loạt các sản phẩm sản xuất hàng loạt trên thị trường, bao gồm SUV crossover cỡ nhỏ EQA, ra mắt vào ngày 25 tháng 1; kế đến là EQS vào ngày 15 tháng 4; sau đó là mẫu SUV crossover hạng sang cỡ vừa EQB ngày 18 tháng 4; sedan hạng sang cỡ trung EQE vào ngày 5 tháng 9; và cuối cùng là EQG — bản concept điện khí hóa của dòng G-Class — ra mắt trong cùng ngày hôm đó.
Trong khoảng thời gian tiếp theo, hãng Mercedes-Benz lần lượt trình làng các mẫu EQS SUV và EQE SUV vào ngày 19 tháng 4 và 16 tháng 10 năm 2022. Bên cạnh đó, một biến thể chạy điện của dòng xe van T-Class mang tên "EQT" cũng được công bố trực tuyến dưới dạng concept vào tháng 5 năm 2021. Tháng 12 năm 2022, xe chính thức được đưa vào dây chuyền sản xuất hàng loạt. Ngoài những dòng xe đã giới thiệu trên thị trường ra, Mercedes-Benz còn sản xuất một số mẫu concept như EQXX và EQ Silver Arrow.

## Sản phẩm

### Xe được sản xuất hàng loạt
| Kiểu                             | Mẫu     | Mẫu                                                    | Mẫu          | Mẫu              | Tham khảo            |
| Kiểu                             | Tên     | Hình                                                   | Năm sản xuất | Năm khai tử      | Tham khảo            |
| -------------------------------- | ------- | ------------------------------------------------------ | ------------ | ---------------- | -------------------- |
| SUV crossover hạng sang cỡ vừa   | EQC     | Front three-quarters view of a white crossover SUV     | 2019         | 2023             | [ 32 ] [ 33 ] [ 34 ] |
| Minivan                          | EQV     | Front three-quarters view of a silver minivan          | 2020         | Vẫn còn sản xuất | [ 35 ] [ 36 ]        |
| SUV crossover hạng sang cỡ nhỏ   | EQA     | Front three-quarters view of a grey crossover SUV      | 2021         | Vẫn còn sản xuất | [ 14 ] [ 37 ] [ 38 ] |
| SUV crossover hạng sang cỡ vừa   | EQB     | Front three-quarters view of a white crossover SUV     | 2021         | Vẫn còn sản xuất | [ 39 ] [ 40 ] [ 41 ] |
| Xe hạng sang cỡ lớn              | EQS     | Front three-quarters view of a white saloon            | 2021         | Vẫn còn sản xuất | [ 42 ] [ 43 ] [ 44 ] |
| Xe hạng sang cỡ trung            | EQE     | Front three-quarters view of a white saloon            | 2021         | Vẫn còn sản xuất | [ 45 ] [ 46 ]        |
| SUV crossover hạng sang cỡ lớn   | EQS SUV | Front three-quarters view of a large crossover SUV     | 2022         | Vẫn còn sản xuất | [ 47 ] [ 48 ]        |
| SUV crossover hạng sang cỡ trung | EQE SUV | Front three-quarters view of a mid-sized crossover SUV | 2022         | Vẫn còn sản xuất | [ 49 ] [ 50 ] [ 51 ] |
| Minivan                          | EQT     | Front three-quarters view of a brown minivan           | 2023         | Vẫn còn sản xuất | [ 27 ] [ 52 ]        |

### Xe concept
| Mẫu                    | Mẫu                                                          | Mẫu          | Tham khảo     |
| Tên                    | Hình ảnh                                                     | Năm sản xuất | Tham khảo     |
| ---------------------- | ------------------------------------------------------------ | ------------ | ------------- |
| Generation EQ          | Inside front three-quarters view of a silver crossover       | 2016         | [ 53 ]        |
| EQA                    | Inside front three-quarters view of a silver hatchback       | 2017         | [ 54 ]        |
| Vision EQ Silver Arrow | Inside front three-quarters view of a grey race car          | 2018         | [ 28 ] [ 29 ] |
| Vision EQS             | Inside front three-quarters view of a two-tone luxury saloon | 2019         | [ 55 ]        |
| Concept EQT            | Front three-quarters view of a black compact van             | 2021         | [ 56 ]        |
| EQG                    | Front three-quarters view of a silver boxy SUV               | 2021         | [ 57 ]        |
| Vision EQXX            | Front three-quarters view of a silver concept car            | 2022         | [ 30 ]        |